# Dudu
«Dudu» — многоязычная социальная сеть, в которой пользователи из разных стран могли общаться друг с другом, не задумываясь о языке собеседника. Это стало возможным благодаря встроенному в социальную сеть переводчику фраз с одного языка на другой.
Социальная сеть предоставляла многофункциональный сервис для общения, самовыражения и развлечений.

## История
Социальная сеть Dudu появилась в 2011 году и первоначально располагалась по адресу Godudu.com. Презентация её состоялась 15 апреля 2011 года в Махачкале.
15 октября 2011 года социальная сеть Dudu была представлена на презентации в городе Дубай, которая прошла в отеле Бурдж аль-Араб.
Осенью 2011 года проект завоевал 2 главные награды на международной церемонии International Business Awards в категориях «Лучший новый продукт или услуга года в области медиа и развлечений» и «Лучшая программная разработка».
В январе 2012 года социальная сеть сменила домен на Dudu.com, приобретя его за 1 миллион долларов.
В апреле 2012 года социальная сеть Dudu.com была запущена в России.
В июле 2012 года Dudu.com стала народным фаворитом выставки «Иннопром-2012».
В феврале 2013 года Министр связи и массовых коммуникаций Николай Никифоров предложил компании разработать модель системы для предоставления государственных услуг в электронном виде. К этому времени число пользователей сети составляло более 6 миллионов человек.
По решению Роскомнадзора социальная сеть Dudu.com была заблокирована в Российской Федерации с 4 июня 2015 года.
Проект закрыт[когда?].

## Функциональность
Основное отличие Dudu.com — встроенная система машинного перевода, которая разрабатывалась на протяжении четырёх лет командой сервиса. Dudu Translate умела обучаться, запоминать слова и выражения, которые используют пользователи.
Система понимала русский, английский, турецкий и арабский языки. Имелись планы по запуску перевода с китайского, суахили, французского, итальянского, испанского и других языков.